# R.I.P. (리타 오라의 노래)
〈R.I.P.〉는 리타 오라의 노래며, 타이니 템파가 피처링을 맡았다. 정규 데뷔 앨범 《Ora》의 싱글이다. 영국 싱글 차트 1위를 한 곡이며, 영국 축음기 협회(BPI) 인증 플래티넘 등급을 받은 곡이다.

## 곡 목록
- Digital download[1]

1. "R.I.P." - 3:49
2. "R.I.P." (Gregor Salto Remix) - 6:24
3. "R.I.P." (Seamus Haji Remix) - 7:10
4. "R.I.P." (Delta Heavy Dubstep Remix) - 4:16

- German CD single[2]

1. "R.I.P." - 3:49
2. "R.I.P." (Gregor Salto Remix) - 6:24

- Promotional CD single[3]

1. "R.I.P." - 3:49
2. "R.I.P." (Instrumental) - 3:49
3. "R.I.P." (Delta Heavy Dubstep Remix) - 4:16
4. "R.I.P." (Gregor Salto Remix) - 6:24
5. "R.I.P." (Seamus Haji Remix) - 7:10